# Pont de Québec
Le pont de Québec est un pont mixte ferroviaire et routier qui traverse le fleuve Saint-Laurent entre les villes de Québec (rive nord) et de Lévis (rive sud), à une dizaine de kilomètres de leur centre-ville respectif. Il est situé à un peu moins de 200 m en aval du pont Pierre-Laporte.
Marqué par des travaux de construction catastrophiques puis un siècle plus tard par une saga judiciaire quant à son entretien, il demeure considéré comme une œuvre majeure d'ingénierie. C'est d'ailleurs le pont de type porte-à-faux ayant la plus longue portée libre au monde, avec 549 m entre ses piliers principaux. Le pont est un des lieux historiques nationaux du Canada.

## Historique

### Motivation et début des travaux
Avant la construction du pont de Québec, la seule façon de traverser de Québec à Lévis et vice versa était de prendre un traversier. L'hiver, un pont de glace permettait de joindre les deux rives. En 1852, la Ville de Québec souhaite établir un lien ferroviaire avec la rive sud du Saint-Laurent vers les États-Unis. Vers les années 1890, il devint de plus en plus évident qu'un pont ferroviaire était nécessaire.
Le défi est cependant de taille : construire le plus long pont de type cantilever au monde près de l'embouchure de la rivière Chaudière. Ce type de pont en porte-à-faux est favorisé en permettant des portées plus grandes entre deux piliers. L'embouchure de la rivière Chaudière est choisie en raison de l'étroitesse du fleuve à cet endroit et de la hauteur des falaises, qui permet le passage des bateaux.
Le pont fut construit par la Quebec Bridge and Railway Company, de propriété fédérale puisque faisant partie du National Transcontinental Railway. La construction, confiée à la Phoenix Bridge Company de Pennsylvanie, débuta en 1903 sous la direction de l'ingénieur américain Theodore Cooper après que le gouvernement fédéral eut alloué les fonds nécessaires au début des travaux. Le pont avait été conçu pour mesurer 26,5 m de large, et comporter deux voies ferrées, deux voies de tramway et deux voies pour la circulation automobile.

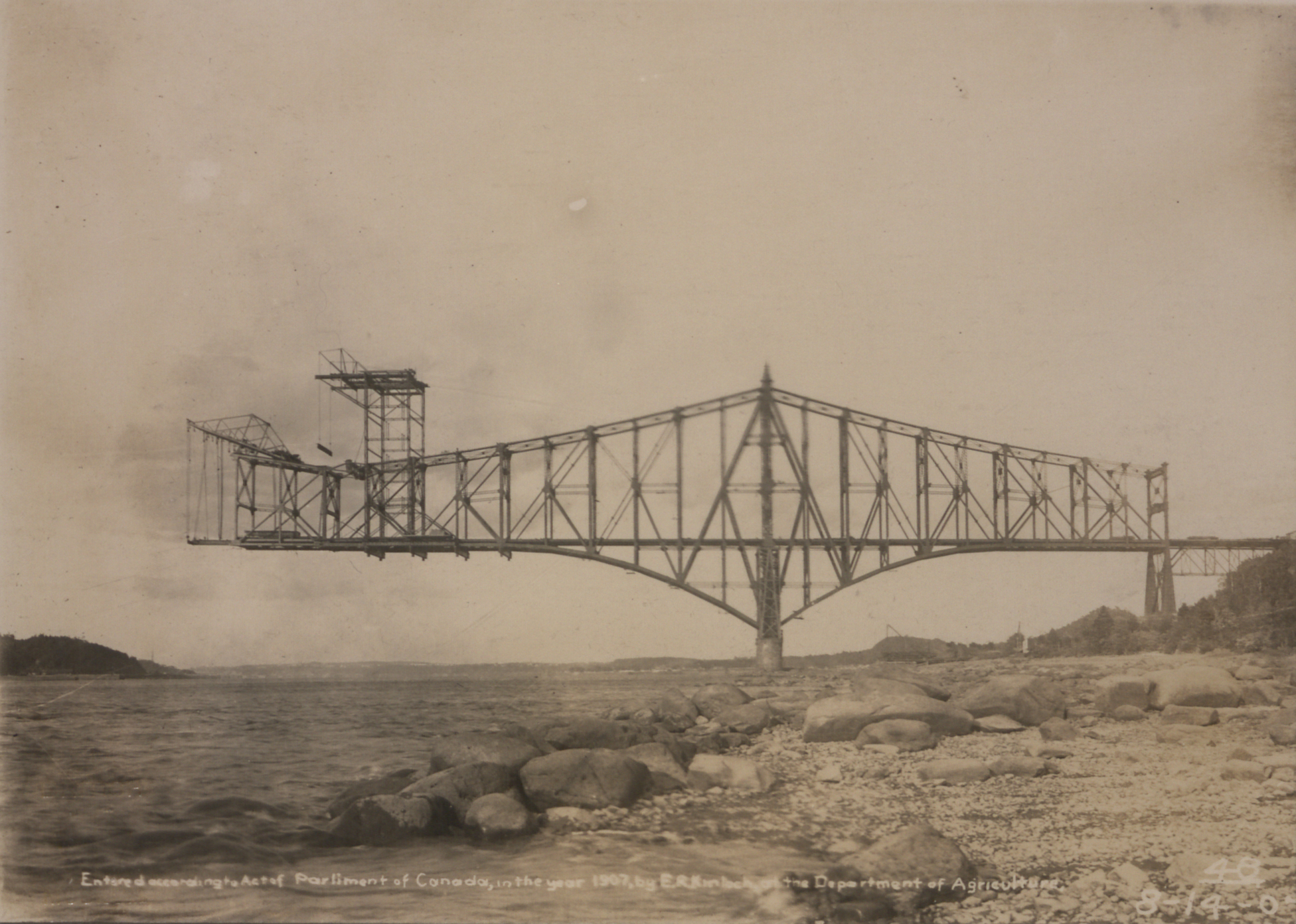
Les travaux de la première mouture du pont débutent en 1903. Cette photo montre l'avancement des travaux en 1907, peu avant la première catastrophe.

L'endroit choisi constitue le point le plus étroit du fleuve entre Québec et Montréal (Kebec en algonquin signifie « là où le fleuve se rétrécit »). À cet endroit le fleuve a une profondeur moyenne de 45 m avec une faille atteignant 58 m. L'opinion publique locale et des journaux comme le The Quebec Chronicle-Telegraph de Québec auraient en 1897 préféré avoir un pont piétonnier, routier et ferroviaire plus près du centre-ville de chaque rive afin d'encourager les échanges locaux. Les coûts supplémentaires d'un pont plus large et la vocation uniquement ferroviaire choisie firent toutefois porter le choix du site à l'emplacement actuel.
Vers 1904, la structure prenait graduellement forme. Cependant, à cause d'erreurs de calcul pendant la phase de planification du pont, le poids réel du pont excédait de beaucoup sa capacité portante. Lorsque le pont fut presque terminé, certains problèmes structurels furent remarqués par l'équipe locale d'ingénieurs, mais personne ne tint compte de la gravité de la situation à l'époque. Les travaux continuèrent, malgré l'ordre d'arrêt complet des travaux donné par un ingénieur responsable le 27 août 1907.

### Construction en trois prises

#### Premier effondrement (1907)

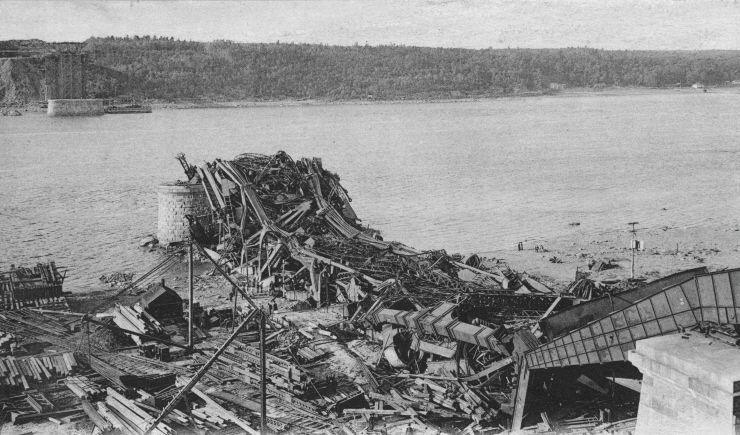
Les débris de l'effondrement de 1907 et le fleuve Saint-Laurent.

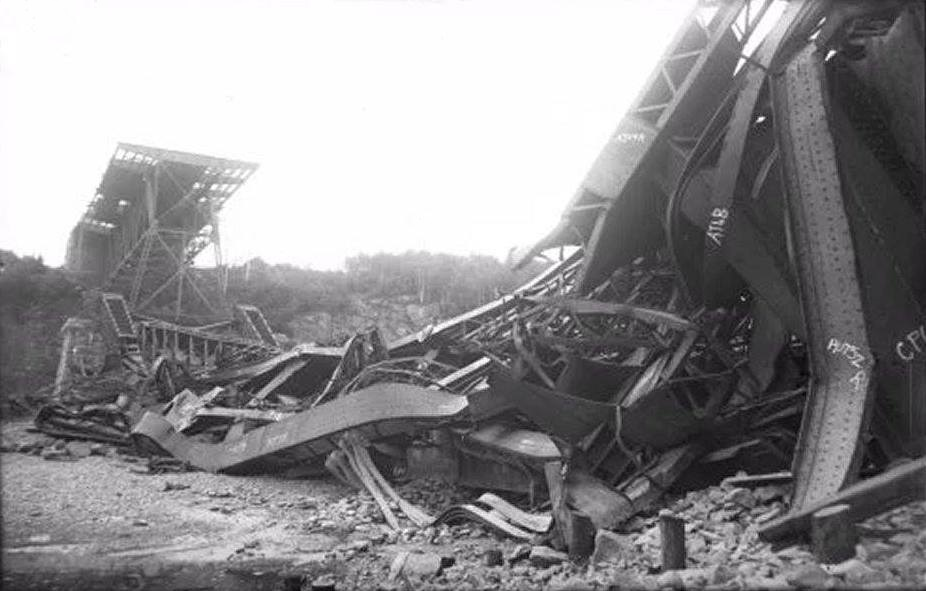
Vestiges de l'effondrement de 1907.

Le 29 août 1907 à 17 h 37, après quatre années de construction, la partie sud du pont s'effondre dans le fleuve Saint-Laurent en à peine 15 secondes, et à peine 20 minutes avant la fin de la journée de travail. Vingt mille tonnes d'acier croulent dans le fleuve. Une centaine de travailleurs sont emportés, dont 76 sont tués,.
Trente-trois des victimes sont des travailleurs mohawks de la réserve de Kahnawake, qui sont enterrés à Kahnawake sous des croix faites de poutres d'acier. Dix-sept autres victimes sont originaires des États-Unis, et vingt-six sont des Québécois, en majorité de Saint-Romuald ou de New Liverpool, qui sont maintenant des quartiers de Lévis. La tradition orale des Hurons-Wendat de Wendake fait également état de six ou sept victimes provenant de leurs rangs[réf. souhaitée].
Depuis les années 2000, on peut apercevoir des pièces de ferraille provenant de cet effondrement à marée basse sur la rive du fleuve. En effet, bien que la compagnie Charles Koenig de Québec ait effectué à l'époque le nettoyage de toutes les pièces qui étaient visibles, les marées basses actuelles atteignent un niveau inférieur à celles du début des années 1900.
Un monument dédié aux victimes, construit lui aussi à partir du métal du pont effondré, a été érigé dans le cimetière de Saint-Romuald par la Société historique de Saint-Romuald.

#### Deuxième effondrement (1916)

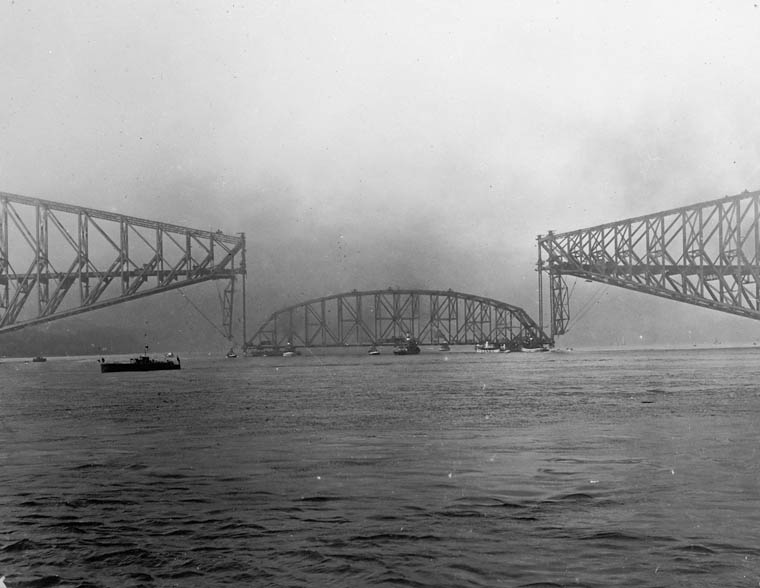
Élévation de la travée centrale en 1916, juste avant l'effondrement.

Après une commission royale d'enquête sur le désastre de 1907, la construction d'un deuxième pont suivant la même conception commence. Le contrat est accordé à la St. Lawrence Bridge Company avec Ralph Modjeski comme ingénieur en chef, qui corrige toutes les erreurs de calcul des forces. Le malheur frappe à nouveau le 11 septembre 1916, alors que la partie centrale préfabriquée était en train d'être élevée par des crics hydrauliques pour être attachée aux deux sections rebâties. L'effondrement tue treize personnes. La travée repose toujours au fond du fleuve. L'échec est dû à des défauts de fabrication de cette partie centrale ou, selon une autre version, au bris d'une pièce de support de l'appareil de levage.

#### Parachèvement du pont
La construction est finalement achevée le 20 septembre 1917 au coût total de 25 millions de dollars par la St. Lawrence Bridge Company. Le 17 octobre 1917, une première locomotive le franchit. Le 3 décembre 1917, le pont de Québec est ouvert au trafic ferroviaire après avoir été en construction durant presque deux décennies.
Le 22 août 1919, il est inauguré officiellement par le prince Édouard de Galles.

#### Conséquences des effondrements
Au Canada et dans plusieurs autres pays, les effondrements du pont de Québec ont démontré les dangers de l'autorité absolue d'un ingénieur sur un projet et ont conduit plusieurs commentateurs à reconsidérer l'exercice de cette autorité. Les ingénieurs ont précédé une possible intervention gouvernementale en créant de multiples associations d'ingénieurs indépendantes.
Ces groupes se sont finalement rassemblés dans leurs domaines respectifs en créant des ordres professionnels tel l'Ordre des ingénieurs du Québec (OIQ) dont le rôle principal est la protection du public d'abord, en plus de la préservation de la crédibilité des ingénieurs. Les exigences générales de ce type d'ordre professionnel incluent un code de déontologie, une standardisation de la formation et un système de mentorat avec des ingénieurs certifiés.

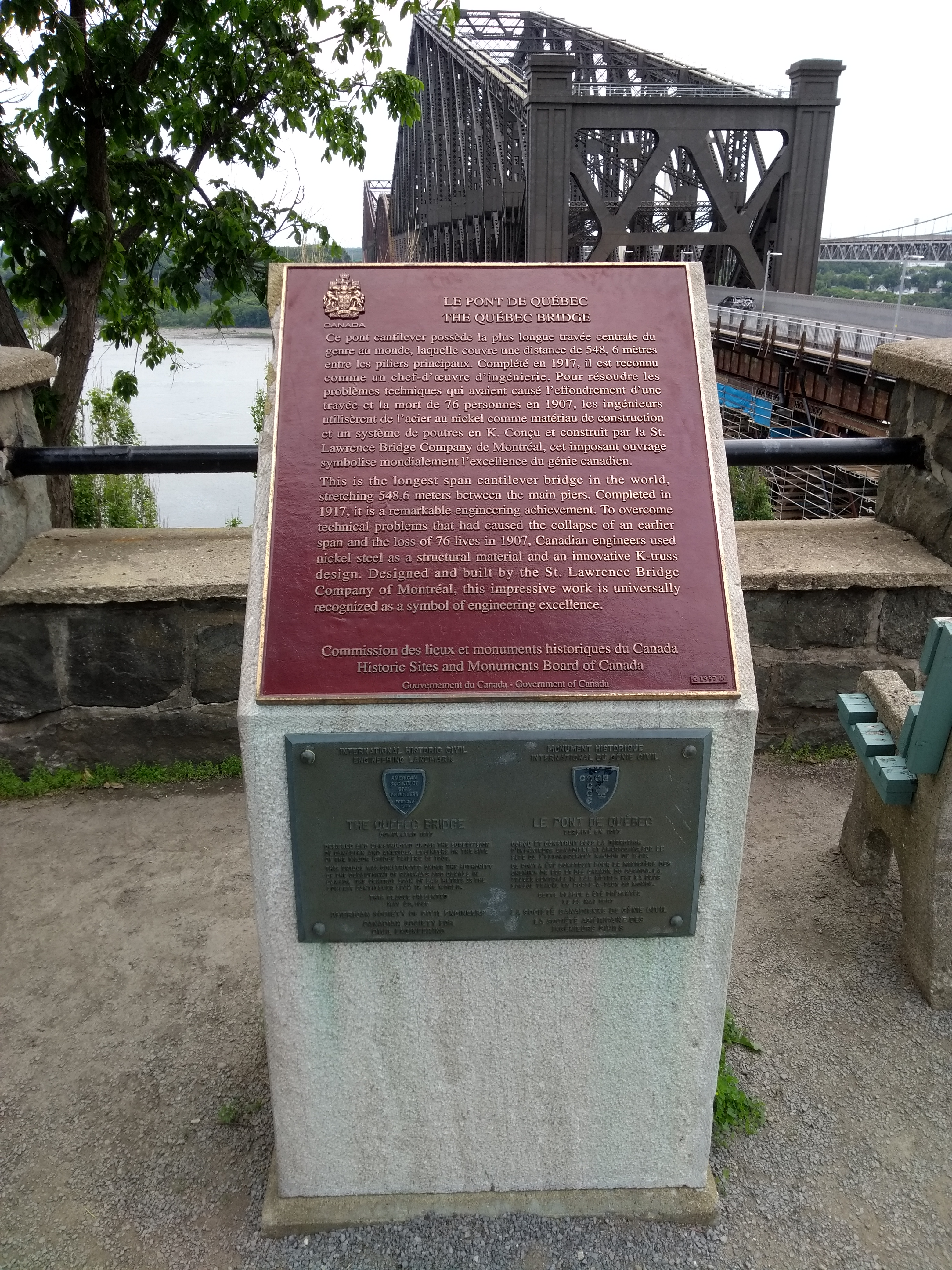
Plaque commémorative désignant le Pont de Québec comme lieu historique national du Canada. Désignation attribuée en 1995.
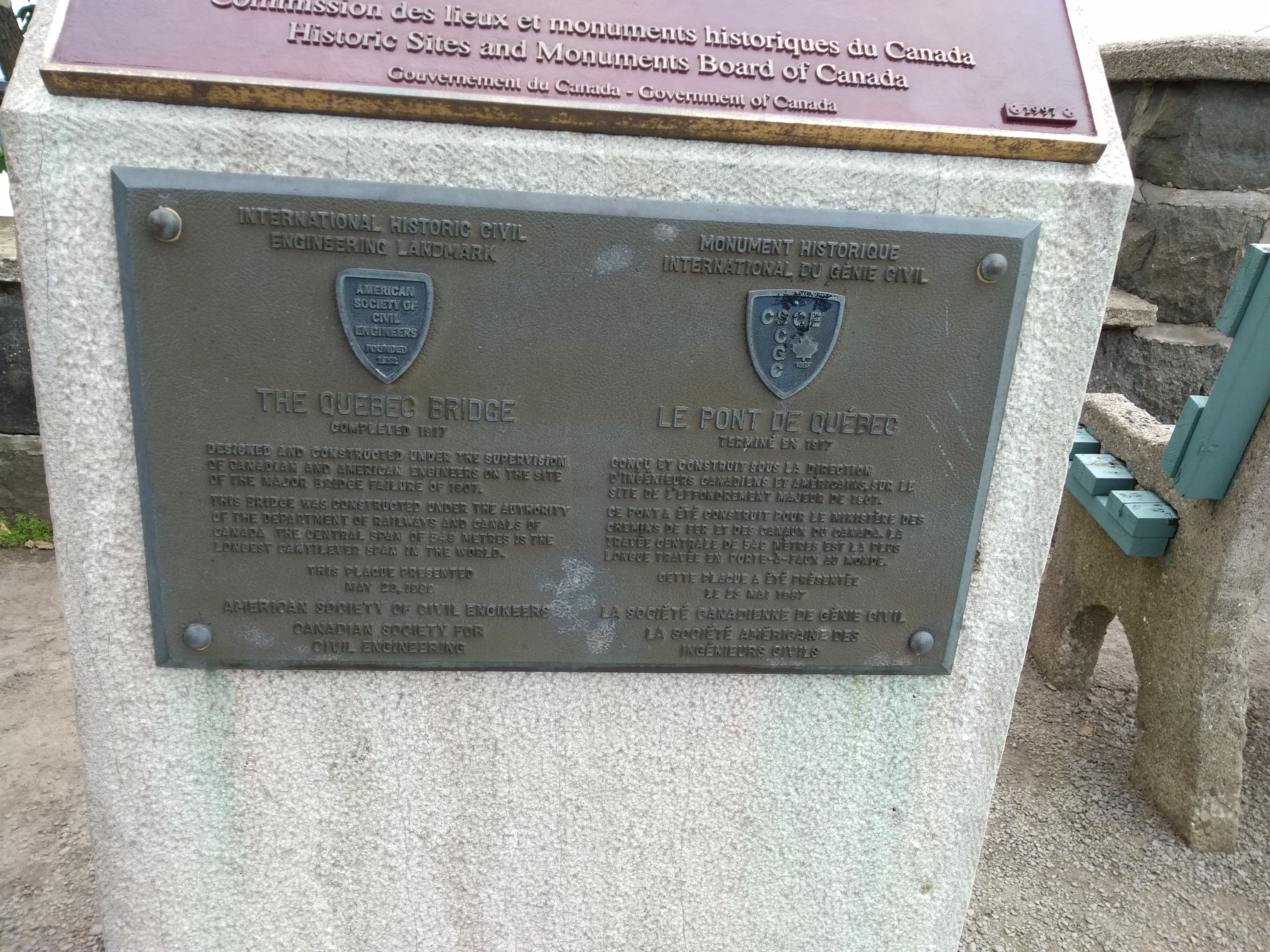
Plaque commémorative désignant le Pont de Québec comme monument historique du génie civil. Désignation attribuée en 1987.
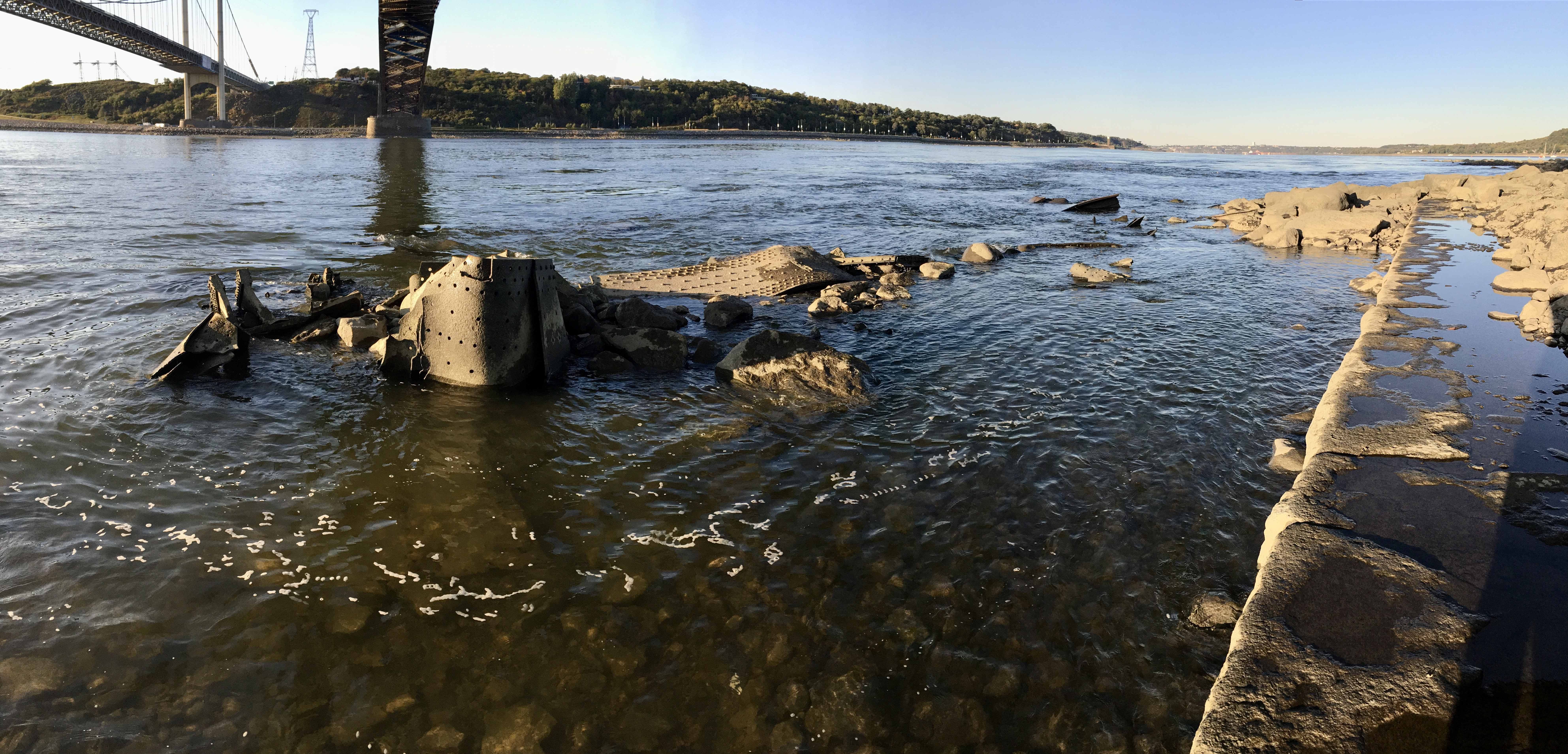
Vestiges toujours visibles du dernier effondrement du pont.

### Usage au fil du temps

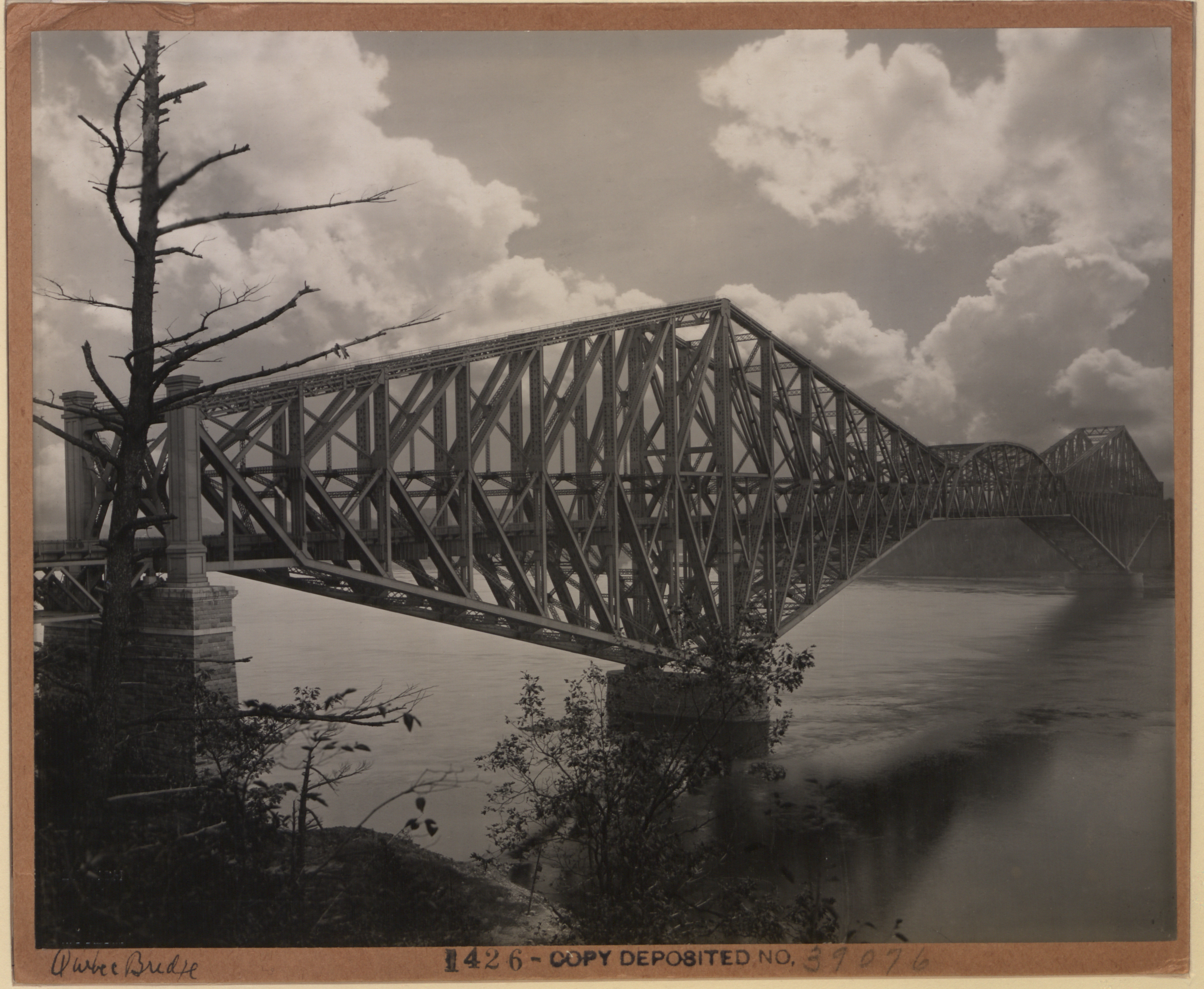
Le pont en 1921.

En 1923, le gouvernement du Canada crée le Canadien National et lui confie l'entretien et la gestion du pont. Le pont avait été conçu et construit principalement pour servir de pont ferroviaire mais les voies de tramway furent transformées en voies pour l'automobile et en voie pédestre et cyclable dix ans après son inauguration. Les premières voitures purent traverser le pont le 22 septembre 1929 sur une voie de 4,27 m de large située entre les deux voies ferrées. Cette largeur n'était pas suffisante cependant pour que des véhicules lourds comme des camions ou des autobus puissent se croiser et des gardiens communiquant par téléphone devaient interrompre la circulation à une extrémité du pont lorsqu'un véhicule lourd s'engageait à partir de l'autre rive. La vitesse sur le pont était alors limitée à 15 mi/h, soit environ 24 km/h.
Jusqu'au 1er avril 1942, les véhicules devaient acquitter un péage pour traverser le pont (50 ¢ par véhicule et 10 ¢ par passager, gratuit pour les piétons). Le bâtiment des percepteurs est toujours debout sur le terrain du parc-aquarium du Québec. Entre 1948 et 1952, une des deux voies ferrées est démantelée et l'autre déplacée afin d'élargir la voie carrossable à 9,15 m, ce qui permit de créer deux voies de circulation de largeur normale. 
En 1970, un deuxième pont a été ouvert juste en amont du pont de Québec, le pont Pierre-Laporte, pour accueillir la circulation autoroutière de l'autoroute 73. Malgré ce deuxième pont, l'achalandage croissant sur le pont de Québec a justifié la reconfiguration de la largeur carrossable en 1992 pour y loger trois voies de circulation, plus étroites. Le pont est dès lors interdit aux camions mais demeure accessible aux autobus, supportant d'ailleurs l'entièreté du transport en commun terrestre inter-rives. Depuis 1993, la voie centrale alterne d'une direction à l'autre selon les heures.

### Reconnaissance mondiale et saga de la propriété (1987 à aujourd'hui)
Le premier pont fut déclaré Monument historique international le 23 mai 1987 par les Sociétés canadienne et américaine des ingénieurs civils (CSCE et ACSE), le quatrième ouvrage de génie civil à recevoir cet honneur. Le 24 novembre 1995, le pont fut inclus dans la liste des lieux historiques nationaux du Canada.
Jusqu'au 30 septembre 2024, le pont demeure la propriété du transporteur ferroviaire Canadien National (CN), privatisé en 1995. Entre ces années, le partage des coûts de l'entretien du pont entre le CN, le gouvernement du Canada et le gouvernement du Québec a fait l'objet de controverses. Notamment, au tournant du siècle, on estimait à 140 millions de dollars canadiens la facture totale de la réfection du pont. Les travaux de réfection ont été interrompus en 2005 par le CN après qu'ils avaient été effectués à 40 % pour un coût de 60 millions de dollars canadiens, dont 36 millions défrayés par l'entreprise de transport. Le montant nécessaire au complément des travaux est alors estimé entre 65 et 80 millions de dollars. L'affaire fut devant les tribunaux jusqu'en 2014.
Le 16 avril 2021, le gouvernement du Canada s'engage à acheter le pont. Le 9 mai 2024, on annonce que le gouvernement du Canada et Canadien National (CN) ont conclu un accord pour l'achat du pont. Le 10 mai 2024, le gouvernement du Canada annonce l'achat du pont pour la somme symbolique d'un dollar, qui prendra effet le 30 septembre 2024. 

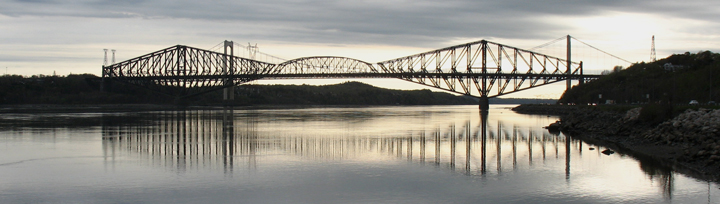
Le Saint-Laurent et les ponts de Québec.

## Description

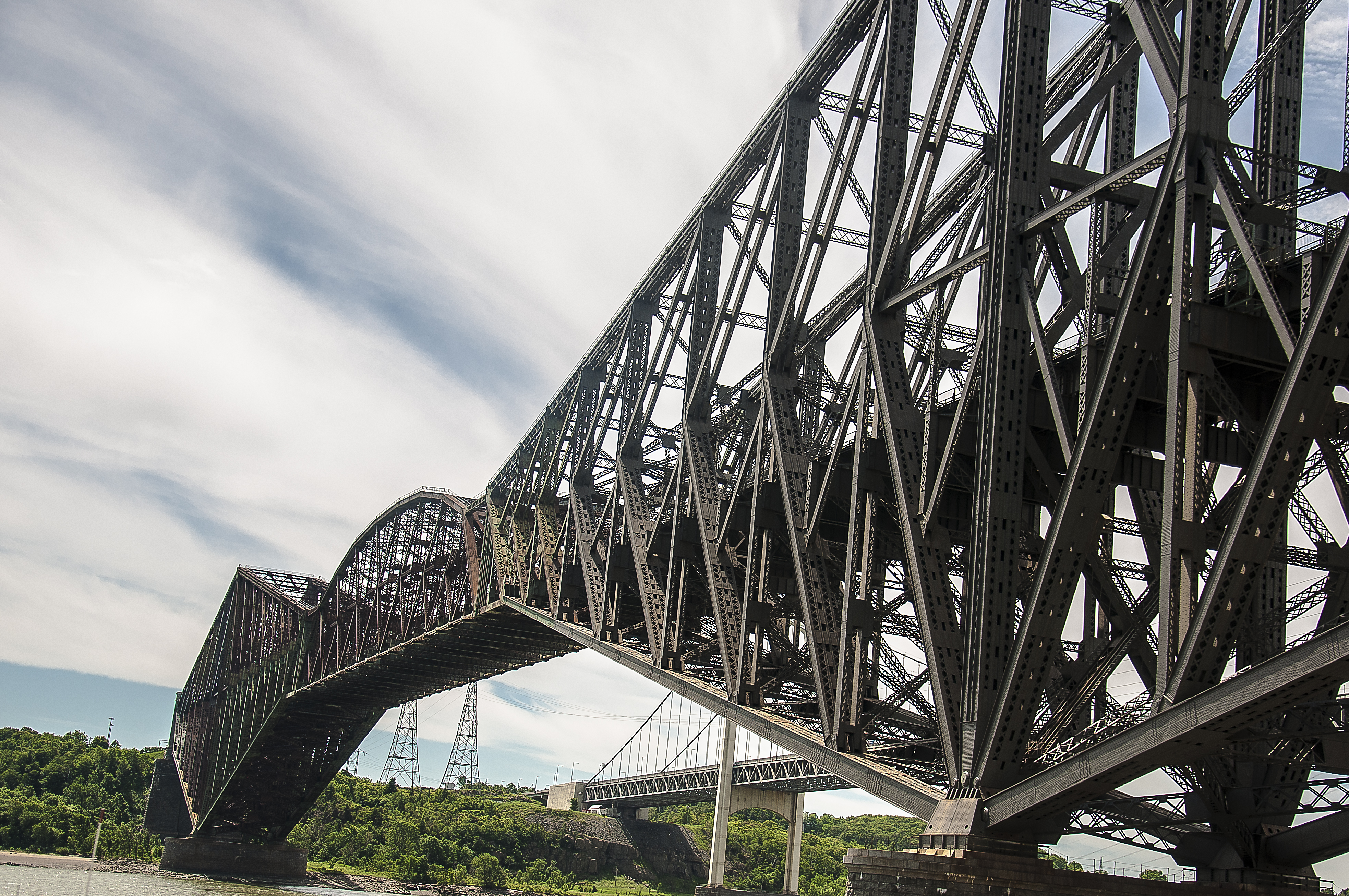
Le pont de Québec en 2012.

Le second plus long pont de type porte-à-faux est le pont du Forth qui traverse le fleuve Firth of Forth en Écosse, achevé en 1890. Ses deux structures de soutien ont chacune 27 m de moins que celles du pont de Québec. 
C'est une structure rivetée en acier de 987 m de long, 28,7 m de large et 104 m de haut. Chaque envergure en porte-à-faux est de 178 m, la travée centrale suspendue étant de 195,07 m. C'est le pont de type porte-à-faux ayant la plus longue portée libre au monde, avec 549 m entre ses piliers principaux et sa travée centrale longue de 576 m. La hauteur libre sous sa travée centrale est de 45,72 m à marée haute et de 52,42 m à marée basse. Le poids total de la structure d'acier est de 67 546 tonnes.

## Culture populaire
Durant les années suivant sa construction, il était monnaie courante pour les gens habitant à proximité d'y faire une promenade dominicale sur les plus hautes parties de la structure, pratique alors tolérée.

### Légendes urbaines
Selon une légende urbaine, un boulon en or a été fixé quelque part sur la structure du pont lors de sa construction. De nombreuses recherches, tant physiques que documentaires, ont été effectuées au cours des années sans toutefois prouver son existence. Par contre, Bernard Pelchat s'est approprié cette légende du boulon d'or en 2014 pour l'interpréter à sa façon dans un roman intitulé Le Boulon d'or du pont de Québec. Selon une autre légende, le diable, sous la forme d'une personne mystérieuse, aurait conclu un pacte avec le contremaître responsable de la construction : en échange de l’âme du premier être vivant à traverser le pont, le diable ferait en sorte que le pont ne tombe plus. Le contremaître, sans trop réfléchir, aurait accepté le pacte. Lors de l’inauguration, le contremaître, se souvenant du serment, lança un chat sur le pont qui le traversa pour se sauver. Au milieu du pont, l’animal disparut. Le diable dut se contenter de l’âme de l’animal, le contremaître s’étant joué de lui.

### Bagues d'acier
Une rumeur prétend que des morceaux du pont effondré auraient servi au fil des ans pour forger les bagues d'acier remises aux étudiants futurs ingénieurs canadiens lors de la cérémonie d'assermentation des Sept Gardiens. Ces bagues, portées sur l'auriculaire de la main de travail des ingénieurs professionnels, sont destinées à rappeler aux ingénieurs leurs responsabilités sociales de respecter l'éthique de leur profession. L'anneau d'acier est au départ rugueux, c'est avec le temps qu'il se fait polir par le travail, représentant l'expérience qui vient avec l'âge.

### Personnalités liées
En 1912, Joachim von Ribbentrop, futur ministre des Affaires étrangères de l'Allemagne nazie, a participé à la construction du pont en tant que manœuvre affecté aux différentes tâches.